# Gandawa (okręg)
Gandawa (nld. Arrondissement Gent, fr. Arrondissement administratif de Gand, niem. Bezirk Gent) – okręg w północnej Belgii, w Regionie Flamandzkim, w prowincji Flandria Wschodnia. Jest największym okręgiem prowincji. 

## Podział administracyjny
Okręg podzielony jest na 17 gmin (nld. gemeente, fr. commmune, niem. Gemeinde), w skład których wchodzi 68 dzielnic (deelgemeente)
| - Aalter - Bellem - Knesselare - Lotenhulle - Poeke (Poucques) - Ursel - De Pinte (La Pinte) - Zevergem - Deinze, miasto - Astene - Bachte-Maria-Leerne - Gottem - Grammene - Hansbeke - Landegem - Meigem - Merendree (Meerendré) - Nevele - Petegem-aan-de-Leie - Poesele - Sint-Martens-Leerne (Leerne-Saint-Martin) - Vinkt - Vosselare - Wontergem - Zeveren - Destelbergen - Heusden - Evergem (Everghem) - Ertvelde - Kluizen - Sleidinge - Gavere (Gavre) - Asper - Baaigem - Dikkelvenne - Semmerzake - Vurste | - Gandawa (Gent / Gand), miasto - Afsnee - Desteldonk - Drongen (Tronchiennes) - Gentbrugge - Ledeberg - Mariakerke - Mendonk - Oostakker (Oostacker) - Sint-Amandsberg (Mont-Saint-Amand) - Sint-Denijs-Westrem (Saint-Denis-Westrem) - Sint-Kruis-Winkel (Winkel-Sainte-Croix) - Wondelgem (Wondelghem) - Zwijnaarde - Lievegem - Lovendegem (Lovendeghem) - Oostwinkel - Ronsele - Vinderhoute - Waarschoot - Zomergem - Lochristi - Beervelde - Zaffelare - Zeveneken - Melle - Gontrode - Merelbeke - Bottelare - Lemberge - Melsen - Munte - Schelderode - Moerbeke | - Nazareth - Eke - Oosterzele - Balegem - Gijzenzele - Landskouter - Moortsele - Scheldewindeke - Sint-Martens-Latem (Laethem-Saint-Martin) - Deurle - Wachtebeke - Zulte - Machelen - Olsene |